# クリス・パボーネ
クリス・パボーネ（Kris Pavone、1980年5月2日-）はアメリカ合衆国のプロレスラー。オハイオ州ヤングストーン出身。WWEに所属し、ケイレン・クロフト（Caylen Croft）のリングネームで活動していた。

## 来歴
ダニー・デイビス、ニコラス・ディンスモアにレスリングの指導を受け、2001年にプロレスデビュー。インディ団体や、OVWのトライアウトを転戦し、2003年にWWEとディベロップメント契約を結び、OVWに送られる。
OVWではクリス・ケイジのリングネームで活動し、タンク・トーランド（後にジェームズ・ディックのリングネームでWWEに昇格、2006年に退団）やマイク・ミザニン（後にザ・ミズとしてWWEに昇格し活躍中）らとタッグ戦線で活躍し、OVW南部タッグチーム王座を合計4回獲得したほか、2004年にはマット・モーガンからOVWヘビー級王座を奪取している。なお、トーランド、ミザニン、CMパンクらとそれぞれタッグを組んでWWEのダークマッチに何度か出場したことがあるが昇格には至らず、2006年3月19日にWWEを解雇される。
その後はROHなどインディ団体に参戦した後、2008年に再びWWEと契約し、FCWに送られる。これに伴ってリングネームをケイレン・クロフトに改める。2009年からトレント・バレッタとデュード・バスターズを結成する。後にWWE・タッグチーム王座経験者のカート・ホーキンスも加入し、ヒールユニットとしてFCWのタッグ戦線を盛り上げる。
12月にバレッタとともにWWEに昇格し、12月1日のECWでデビューする。当初はジョバー相手の試合が多かったが、ヨシ・タツにシングル戦で敗れたのをきっかけにゴールダストも巻き込んだ抗争を開始する。2010年2月9日にはヨシ・タツ、ゴールダスト組とWWE統一タッグ王座の挑戦権をかけて戦うが敗れている。
その後ECWが番組終了となったためSmackDown!へ移籍し、WWEでもデュード・バスターズを名乗るようになる。
移籍後はジョバー的な役回りが多くなり連敗続きだったが、7月29日放送のWWE・スーパースターズでクリス・マスターズからピンフォールを奪い、ようやく連敗を止めた。
9月に行われたスーパースターズにトレント・バレッタと共にベビーフェイスとして登場し、カート・ホーキンス、ヴァンス・アーチャー組に勝利した。
ベビーフェイス転向後はWWE・スーパースターズやバックステージでのコミカル要員として活動していたが、11月19日に解雇が発表された。
WWE解雇後は小学校の教師として勤務している。

## 得意技
- DDT

## 獲得タイトル
- FCWフロリダタッグチーム王座 ： 2回（w / トレント・バレッタ、カート・ホーキンス）
- OVWヘビー級王座 : 1回
- OVW南部タッグチーム王座 : 4回（w / タンク・トーラント 3回、マイク・ミザニン 1回）

## 入場曲
- Semisweet Symphony
- Anthem
- Mashed Metal
- The Chase - 現在使用中

## その他
- ECWでヨシ・タツがゴールダストに日本語を教えるというスキットにトレント・バレッタと共に乱入し（もちろん台本上のことである）「次期WWEタッグ王者は日本語で何と言うんだ？」「お前らもドリーマーと一緒に引退しろ」などとからかったが、ゴールダストに「お前らが言うな！新弟子！」と日本語で一喝された。

- 途中離脱はあったものの最初の契約からWWE昇格に6年以上要した遅咲きのレスラーである。

- MTVで放送されているサイレント・ライブラリー（ダウンタウンのガキの使いやあらへんで!!のサイレント図書館と同一内容）の2011年3月28日放送においてWWEチームとしてドルフ・ジグラーやJTGらとともに登場した。パボーネ自身は放送時においてすでにWWEを解雇されていたため2010年11月19日以前に収録していたものと思われる。